# SES Americom
SES Americom (ehemals RCA Americom und GE Americom) war ein US-amerikanischer Satellitenbetreiber, welcher im September 2009 mit SES New Skies zu SES World Skies zusammengeschlossen wurde.

## Geschichte
Das Unternehmen wurde 1975 als RCA American Communications gegründet, um die von RCA Astro Electronics gebauten Kommunikationssatelliten zu betreiben. Der erste Satellit, Satcom 1, wurde am 13. Dezember 1975 gestartet und war bis Juni 1984 in Betrieb. Er war einer der ersten geostationären Kommunikationssatelliten und trug maßgeblich zur Übertragung von frühen US-Kabelfernsehkanälen wie Superstation TBS und dem CBN bei, da diese ihre Fernsehprogramme über den Satelliten an die lokalen Kabelkopfstellen übertrugen. Des Weiteren wurde er für die Übertragung von Rundfunkkanälen der ABC und NBC verwendet, welche ihr Programm mit Hilfe des Satelliten an die regionalen Affiliate-Stationen übertrugen. Satcom 1 wurde aufgrund seiner Übertragungskapazität viel genutzt, da er mit 24 Transpondern die doppelte Kapazität im Vergleich zu konkurrierenden Satelliten, wie Westar 1, hatte. Somit waren seine Übertragungskosten deutlich niedriger als die der anderen Satelliten. Zwischen 1976 und 1992 wurden 14 weitere Satelliten gestartet.
Im Jahr 1986 wurde RCA Americom vom Elektronikkonzern General Electric übernommen und in GE Americom umbenannt. Ab 1996 erhielten zukünftige Satelliten die neue Bezeichnung GE. Der am 8. September 1996 gestartete GE-1 war der erste Satellit nach der neuen Namensgebung.
Im November 2001 verkaufte der General-Electric-Konzern sein Tochterunternehmen GE Americom für 5 Mrd. USD an die Société Européenne des Satellites (SES). Fortan wurde das Unternehmen als SES Americom bezeichnet und war neben der ebenfalls neu gegründeten SES Astra ein Tochterunternehmen des Großkonzerns SES Global. Alle Satelliten mit GE-Bezeichnung erzielten die neue AMC-Bezeichnung, so wurde beispielsweise GE-1 in AMC-1 umbenannt. Zunächst war Dean Olmstead Vorsitzender der SES Americom, bis er das Unternehmen 2004 verließ und Edward Horowitz neuer CEO wurde.
Zuletzt leitete Robert Bednarek die SES Americom, bis im September 2009 die SES-Global-Töchter SES Americom und SES New Skies zu SES World Skies zusammengeschlossen wurden.
Im September 2011 wurden SES World Skies und SES Astra schließlich erneut zusammengeschlossen und SES S.A. genannt.

## Satellitenflotte
Vor dem Zusammenschluss zu SES World Skies im Jahr 2009 war SES Americom Betreiber von 16 Satelliten:
Stand der Liste: 29. Dezember 2022
| Satellit  | Andere Bezeichnungen           | Position   | Satellitenbus                         | Transponder             | Startdatum (UTC)   | Trägerrakete      | Anmerkungen                                |
| --------- | ------------------------------ | ---------- | ------------------------------------- | ----------------------- | ------------------ | ----------------- | ------------------------------------------ |
| AMC-1     | GE-1                           | 131° West  | A2100A (Lockheed Martin)              | 24 C-Band, 24 Ku-Band   | 8. September 1996  | Atlas IIA         |                                            |
| AMC-2     | GE-2                           | 85° West   | A2100A (Lockheed Martin)              | 24 C-Band, 24 Ku-Band   | 30. Januar 1997    | Ariane 44L        |                                            |
| AMC-3     | GE-3, Eagle 1                  | 72° West   | A2100A (Lockheed Martin)              | 24 C-Band, 24 Ku-Band   | 4. September 1997  | Atlas IIAS        |                                            |
| AMC-4     | GE-4                           | 135° West  | A2100AX (Lockheed Martin)             | 24 C-Band, 24+4 Ku-Band | 13. November 1999  | Ariane 44LP       | in Betrieb                                 |
| AMC-5     | GE-5, Nahuel 1B                | 79° West   | Spacebus 2000 (Aérospatiale)          | 16 Ku-Band              | 28. Oktober 1998   | Ariane 44L        |                                            |
| AMC-6     | GE-6, Rainbow 2                | 139° West  | A2100AX (Lockheed Martin)             | 24 C-Band, 24+4 Ku-Band | 22. Oktober 2000   | Proton-K/Blok-DM2 | in Betrieb                                 |
| AMC-7     | GE-7                           | 151,5° Ost | A2100A (Lockheed Martin)              | 24 C-Band               | 14. September 2000 | Ariane 5G         |                                            |
| AMC-8     | GE-8, Aurora 3                 | 135° West  | A2100A (Lockheed Martin)              | 24 C-Band               | 19. Dezember 2000  | Ariane 5G         |                                            |
| AMC-9     | GE-12                          | 83° West   | Spacebus 3000B3 (Alcatel Space)       | 24 C-Band, 24 Ku-Band   | 7. Juni 2003       | Proton-K/Bris-M   | Ausfall im Juni 2017                       |
| AMC-10    | GE-10                          | 135° West  | A2100A (Lockheed Martin)              | 24 C-Band               | 5. Februar 2004    | Atlas IIAS        |                                            |
| AMC-11    | GE-11                          | 131° West  | A2100A (Lockheed Martin)              | 24 C-Band               | 19. Mai 2004       | Atlas IIAS        | in Betrieb                                 |
| AMC-12    | NSS-10, Astra 4A, Star One C12 | 37,5° West | Spacebus 4000C3 (Alcatel Space)       | 72 C-Band               | 3. Februar 2005    | Proton-K/Bris-M   |                                            |
| AMC-14    |                                | 61,5° West | A2100AXS (Lockheed Martin)            | 32 Ku-Band              | 14. März 2008      | Proton-M/Bris-M   | Fehlstart; zu niedrige Umlaufbahn erreicht |
| AMC-15    |                                | 105° West  | A2100AXS (Lockheed Martin)            | 24 Ku-Band, 12 Ka-Band  | 15. Oktober 2004   | Proton-M/Bris-M   | in Betrieb                                 |
| AMC-16    |                                | 85° West   | A2100AXS (Lockheed Martin)            | 24 Ku-Band, 12 Ka-Band  | 17. Dezember 2004  | Atlas V (521)     |                                            |
| AMC-18    |                                | 105° West  | A2100A (Lockheed Martin)              | 24 C-Band               | 8. Dezember 2006   | Ariane 5 ECA      | in Betrieb                                 |
| AMC-21    |                                | 125° West  | STAR-2 (Orbital Sciences Corporation) | 24 Ku-Band              | 14. August 2008    | Ariane 5 ECA      | in Betrieb                                 |
| Satcom C3 |                                | 79° West   | AS-3000 (Martin Marietta)             | 24+4 C-Band             | 10. September 1992 | Ariane 44LP       |                                            |